# Хенрайко (округ)
Хенрайко (англ. Henrico County) — округ в штате Виргиния, США. По состоянию на 2019 год, численность населения составляла 330 818 человек.

## История
Эта территория сначала называлась Henrico Division, а затем переименована в «округ». Она получила название от селения Henricus, которое было основано в 1611 году сэром Томасом Дэйлом и разрушено индейцами во время Джеймстаунской резни 1622 года. Это селение, мыс Генри и округ Хенрайко получили своё название в честь Генриха Фредерика Стюарта, принца Уэльского, старшего сына короля Якова I.
В 1634 году король приказал разделить колонию на 8 широв или округов. Одним из них был округ Хенрайко. Первоначально этот округ находился на обоих берегах реки Джеймс. Из этой территории впоследствии выделились 10 отдельных округов.
Во время гражданской войны жители округа Хенрайко служили в армии Конфедерации. Из них были почти полностью набраны 1-й вирджинский пехотный полк, 15-й вирджинский пехотный полк, а также ещё несколько рот:
- Рота I 6-го вирджинского пехотного полка,
- Рота G 12-го вирджинского пехотного полка
- Рота Н 23-го вирджинского пехотного полка
- Рота Е 44-го вирджинского пехотного полка
- Рота Е 53-го вирджинского пехотного полка

В 1862 году на территории округа произошло несколько крупных сражение кампании на полуострове: Сражение при Севен-Пайнс, Сражение при Глендейле и Сражение при Малверн-Хилл. В 1864 году здесь произошло Сражение при Йеллоу-Таверн, а также множество сражений в ходе осады Петерсбега.

## География
По данным Бюро переписи США, общая площадь округа равняется 635 км², из которых 606 км² суша и 28 км² или 4,6 % это водоёмы.

### Соседние округа
- Чарльз-Сити (Виргиния) — юго-восток
- Честерфилд (Виргиния) — юг
- Гучленд (Виргиния) — запад
- Хановер (Виргиния) — север
- Нью-Кент (Виргиния) — север-восток
- Ричмонд (Виргиния) — юг

## Демография
По данным переписи населения 2000 года в округе проживает 262 300 жителей в составе 108 121 домашних хозяйств и 69 846 семей. Плотность населения составляет 425 человек на км². На территории округа насчитывается 112 570 жилых строений, при плотности застройки 183 строений на км². Расовый состав населения: белые — 68,91 %, афроамериканцы — 24,71 %, коренные американцы (индейцы) — 0,35 %, азиаты — 3,60 %, гавайцы — 0,03 %, представители других рас — 0,98 %, представители двух или более рас — 1,42 %. Испаноязычные составляли 2,3 % населения.
В составе 31,90 % из общего числа домашних хозяйств проживают дети в возрасте до 18 лет, 48,30 % домашних хозяйств представляют собой супружеские пары проживающие вместе, 13,10 % домашних хозяйств представляют собой одиноких женщин без супруга, 35,40 % домашних хозяйств не имеют отношения к семьям, 28,90 % домашних хозяйств состоят из одного человека, 8,50 % домашних хозяйств состоят из престарелых (65 лет и старше), проживающих в одиночестве. Средний размер домашнего хозяйства составляет 2,39 человека, и средний размер семьи 2,97 человека.
Возрастной состав округа: 24,70 % моложе 18 лет, 7,80 % от 18 до 24, 32,90 % от 25 до 44, 22,20 % от 45 до 64 и 12,40 % от 65 и старше. Средний возраст жителя округа 36 лет. На каждые 100 женщин приходится 88,20 мужчин. На каждые 100 женщин старше 18 лет приходится 83,60 мужчин.
Средний доход на домохозяйство в округе составлял 49 185 USD, на семью — 59 298 USD. Среднестатистический заработок мужчины составлял 40 203 USD против 29 795 USD для женщины. Доход на душу населения был 26 410 USD. Около 4,50 % семей и 6,20 % общего населения находились ниже черты бедности, в том числе — 8,10 % молодежи (тех кому ещё не исполнилось 18 лет) и 4,50 % тех кому было уже больше 65 лет.